# Золотой глобус (премия, 2011)
68-я церемония вручения наград премии «Золотой глобус»

16 января 2011
Лучший фильм (драма): 

«Социальная сеть»
Лучший фильм (комедия или мюзикл): 

«Детки в порядке»
Лучший драматический сериал: 

«Подпольная империя»
Лучший сериал (комедия или мюзикл): 

«Хор»
Лучший мини-сериал или фильм на ТВ: 

«Карлос»
< 67-я Церемонии вручения 69-я >
68-я церемония вручения наград премии «Золотой глобус» за заслуги в области кинематографа за 2010 год состоялась 16 января 2011 года в Беверли‑Хиллз, Калифорния, США. 14 декабря 2010 года на пресс‑конференции в отеле Беверли‑Хилтон Джош Дюамель, Кэти Холмс и Блэр Андервуд объявили имена номинантов премии в 25 категориях.
Вёл церемонию британский комик Рики Джервейс.
В России церемонию транслировали телеканалы «Кино Плюс» и «HD Кино» производства телекомпании НТВ‑Плюс.
Биографическая драма Дэвида Финчера — «Социальная сеть» получила наибольшее число наград в этом году, взяв призы в номинациях: за лучший драматический фильм, лучшую режиссуру, лучший сценарий (Аарон Соркин) и лучшую музыку (Трент Резнор, Аттикус Росс).

## Список лауреатов и номинантов
• Победители выделены отдельным цветом. 

### Игровое кино
Количество наград/номинаций:
- 1/7: «Король говорит!»
- 4/6: «Социальная сеть»
- 2/6: «Боец»
- 2/4: «Детки в порядке»
- 1/4: «Чёрный лебедь»
- 0/4: «Начало»
- 1/3: «Бурлеск»
- 0/3: «Алиса в Стране чудес» / «Турист» / «127 часов»
- 0/2: «Валентинка» / «Любовь и другие лекарства» / «Рапунцель: Запутанная история»
- 1/1: «По версии Барни» / «История игрушек: Большой побег» / «Месть»

| Категории                           | Фотографии лауреатов | Лауреаты и номинанты                                                         |
| ----------------------------------- | --- | ---------------------------------------------------------------------------- |
| Лучший фильм (драма)                | | • «Социальная сеть»                                                          |
| Лучший фильм (драма)                | • «Боец» |                                                                              |
| Лучший фильм (драма)                | • «Король говорит!» |                                                                              |
| Лучший фильм (драма)                | • «Начало» |                                                                              |
| Лучший фильм (драма)                | • «Чёрный лебедь» |                                                                              |
| Лучший фильм (комедия или мюзикл)   | | • «Детки в порядке»                                                          |
| Лучший фильм (комедия или мюзикл)   | • «Алиса в Стране чудес» |                                                                              |
| Лучший фильм (комедия или мюзикл)   | • «Бурлеск» |                                                                              |
| Лучший фильм (комедия или мюзикл)   | • «РЭД» |                                                                              |
| Лучший фильм (комедия или мюзикл)   | • «Турист» |                                                                              |
| Лучший режиссёр                     | | • Дэвид Финчер — «Социальная сеть»                                           |
| Лучший режиссёр                     | • Даррен Аронофски — «Чёрный лебедь»                                                                                        |                                                                              |
| Лучший режиссёр                     | • Кристофер Нолан — «Начало»                                                                                                |                                                                              |
| Лучший режиссёр                     | • Дэвид О. Расселл — «Боец»                                                                                                 |                                                                              |
| Лучший режиссёр                     | • Том Хупер — «Король говорит!»                                                                                             |                                                                              |
| Лучший актёр (драма)                | | • Колин Ферт — «Король говорит!» (за роль короля Георга VI)                  |
| Лучший актёр (драма)                | • Джесси Айзенберг — «Социальная сеть» (за роль Марка Цукерберга)                                                           |                                                                              |
| Лучший актёр (драма)                | • Райан Гослинг — «Валентинка»                                                                                              |                                                                              |
| Лучший актёр (драма)                | • Марк Уолберг — «Боец» (за роль Микки Уорда)                                                                               |                                                                              |
| Лучший актёр (драма)                | • Джеймс Франко — «127 часов» (за роль Арона Ралстона)                                                                      |                                                                              |
| Лучшая актриса (драма)              | | • Натали Портман — «Чёрный лебедь»                                           |
| Лучшая актриса (драма)              | • Хэлли Берри — «Фрэнки и Элис» (англ.)                                                                                     |                                                                              |
| Лучшая актриса (драма)              | • Николь Кидман — «Кроличья нора»                                                                                           |                                                                              |
| Лучшая актриса (драма)              | • Дженнифер Лоуренс — «Зимняя кость»                                                                                        |                                                                              |
| Лучшая актриса (драма)              | • Мишель Уильямс — «Валентинка»                                                                                             |                                                                              |
| Лучший актёр (комедия или мюзикл)   | | • Пол Джаматти — «По версии Барни»                                           |
| Лучший актёр (комедия или мюзикл)   | • Джонни Депп — «Алиса в Стране чудес» (за роль Безумного Шляпника)                                                         |                                                                              |
| Лучший актёр (комедия или мюзикл)   | • Джонни Депп — «Турист» |                                                                              |
| Лучший актёр (комедия или мюзикл)   | • Джейк Джилленхол — «Любовь и другие лекарства»                                                                            |                                                                              |
| Лучший актёр (комедия или мюзикл)   | • Кевин Спейси — «Казино Джек» (за роль Джека Абрамоффа)                                                                    |                                                                              |
| Лучшая актриса (комедия или мюзикл) | | • Аннетт Бенинг — «Детки в порядке»                                          |
| Лучшая актриса (комедия или мюзикл) | • Анджелина Джоли — «Турист»                                                                                                |                                                                              |
| Лучшая актриса (комедия или мюзикл) | • Джулианна Мур — «Детки в порядке»                                                                                         |                                                                              |
| Лучшая актриса (комедия или мюзикл) | • Эмма Стоун — «Отличница лёгкого поведения»                                                                                |                                                                              |
| Лучшая актриса (комедия или мюзикл) | • Энн Хэтэуэй — «Любовь и другие лекарства»                                                                                 |                                                                              |
| Лучший актёр второго плана          | | • Кристиан Бейл — «Боец»                                                     |
| Лучший актёр второго плана          | • Майкл Дуглас — «Уолл-стрит: Деньги не спят» (за роль Гордона Гекко)                                                       |                                                                              |
| Лучший актёр второго плана          | • Эндрю Гарфилд — «Социальная сеть» (за роль Эдуардо Саверина)                                                              |                                                                              |
| Лучший актёр второго плана          | • Джеффри Раш — «Король говорит!» (за роль Лайонела Лога)                                                                   |                                                                              |
| Лучший актёр второго плана          | • Джереми Реннер — «Город воров»                                                                                            |                                                                              |
| Лучшая актриса второго плана        | | • Мелисса Лео — «Боец»                                                       |
| Лучшая актриса второго плана        | • Эми Адамс — «Боец» |                                                                              |
| Лучшая актриса второго плана        | • Хелена Бонэм Картер — «Король говорит!» (за роль королевы Елизаветы)                                                      |                                                                              |
| Лучшая актриса второго плана        | • Мила Кунис — «Чёрный лебедь»                                                                                              |                                                                              |
| Лучшая актриса второго плана        | • Джеки Уивер — «Царство животных»                                                                                          |                                                                              |
| Лучший сценарий                     | | • Аарон Соркин — «Социальная сеть»                                           |
| Лучший сценарий                     | • Саймон Бофой, Дэнни Бойл — «127 часов»                                                                                    |                                                                              |
| Лучший сценарий                     | • Лиза Холоденко, Стюарт Блумберг — «Детки в порядке»                                                                       |                                                                              |
| Лучший сценарий                     | • Кристофер Нолан — «Начало»                                                                                                |                                                                              |
| Лучший сценарий                     | • Дэвид Сайдлер — «Король говорит!»                                                                                         |                                                                              |
| Лучшая музыка к фильму              | | • Трент Резнор, Аттикус Росс — «Социальная сеть»                             |
| Лучшая музыка к фильму              | • Александр Деспла — «Король говорит!»                                                                                      |                                                                              |
| Лучшая музыка к фильму              | • А. Р. Рахман — «127 часов»                                                                                                |                                                                              |
| Лучшая музыка к фильму              | • Ханс Циммер — «Начало» |                                                                              |
| Лучшая музыка к фильму              | • Дэнни Эльфман — «Алиса в Стране чудес»                                                                                    |                                                                              |
| Лучшая песня                        | | • You Haven’t Seen the Last of Me — «Бурлеск» (музыка и слова: Дайан Уоррен) |
| Лучшая песня                        | • Bound to You — «Бурлеск» (музыка: Сэмюэл Диксон, слова: Кристина Агилера, Сия)                                            |                                                                              |
| Лучшая песня                        | • There’s a Place for Us — «Хроники Нарнии: Покоритель Зари» (музыка и слова: Дэвид Ходжес, Кэрри Андервуд, Хиллари Линдси) |                                                                              |
| Лучшая песня                        | • I See the Light — «Рапунцель: Запутанная история» (музыка: Алан Менкен, слова: Гленн Слейтер)                             |                                                                              |
| Лучшая песня                        | • Coming Home — «Я ухожу — не плачь» (музыка и слова: Боб Ди Пьеро, Том Дуглас, Хиллари Линдси, Трой Верджес)               |                                                                              |
| Лучший анимационный фильм           | | • «История игрушек: Большой побег»                                           |
| Лучший анимационный фильм           | • «Гадкий я» |                                                                              |
| Лучший анимационный фильм           | • «Иллюзионист» |                                                                              |
| Лучший анимационный фильм           | • «Как приручить дракона»                                                                                                   |                                                                              |
| Лучший анимационный фильм           | • «Рапунцель: Запутанная история»                                                                                           |                                                                              |
| Лучший фильм на иностранном языке   | | • «Месть» (Дания, реж. Сюзанна Бир)                                          |
| Лучший фильм на иностранном языке   | • «Бьютифул» (Испания, Мексика, реж. Алехандро Г. Иньярриту)                                                                |                                                                              |
| Лучший фильм на иностранном языке   | • «Концерт» (Франция, реж. Раду Михайляну)                                                                                  |                                                                              |
| Лучший фильм на иностранном языке   | • «Край» (Россия, реж. Алексей Учитель)                                                                                     |                                                                              |
| Лучший фильм на иностранном языке   | • «Я — это любовь» (Италия, реж. Лука Гуаданьино)                                                                           |                                                                              |

### Телевизионные фильмы и сериалы
| Категории                                                               | Фотографии лауреатов                                                 | Лауреаты и номинанты                      |
| ----------------------------------------------------------------------- | -------------------------------------------------------------------- | ----------------------------------------- |
| Лучший телевизионный сериал (драма)                                     |                                                                      | • «Подпольная империя»                    |
| Лучший телевизионный сериал (драма)                                     | • «Безумцы»                                                          |                                           |
| Лучший телевизионный сериал (драма)                                     | • «Декстер»                                                          |                                           |
| Лучший телевизионный сериал (драма)                                     | • «Ходячие мертвецы»                                                 |                                           |
| Лучший телевизионный сериал (драма)                                     | • «Хорошая жена»                                                     |                                           |
| Лучший телевизионный сериал (комедия или мюзикл)                        |                                                                      | • «Хор»                                   |
| Лучший телевизионный сериал (комедия или мюзикл)                        | • «Американская семейка»                                             |                                           |
| Лучший телевизионный сериал (комедия или мюзикл)                        | • «Сестра Джеки»                                                     |                                           |
| Лучший телевизионный сериал (комедия или мюзикл)                        | • «Студия 30»                                                        |                                           |
| Лучший телевизионный сериал (комедия или мюзикл)                        | • «Теория Большого взрыва»                                           |                                           |
| Лучший телевизионный сериал (комедия или мюзикл)                        | • «Эта страшная буква «Р»»                                           |                                           |
| Лучший мини-сериал или телефильм                                        |                                                                      | • «Карлос»                                |
| Лучший мини-сериал или телефильм                                        | • «Вы не знаете Джека»                                               |                                           |
| Лучший мини-сериал или телефильм                                        | • «Столпы Земли»                                                     |                                           |
| Лучший мини-сериал или телефильм                                        | • «Тихий океан»                                                      |                                           |
| Лучший мини-сериал или телефильм                                        | • «Тэмпл Грандин»                                                    |                                           |
| Лучший актёр в драматическом телесериале                                |                                                                      | • Стив Бушеми — «Подпольная империя»      |
| Лучший актёр в драматическом телесериале                                | • Брайан Крэнстон — «Во все тяжкие»                                  |                                           |
| Лучший актёр в драматическом телесериале                                | • Хью Лори — «Доктор Хаус»                                           |                                           |
| Лучший актёр в драматическом телесериале                                | • Майкл Си Холл — «Декстер»                                          |                                           |
| Лучший актёр в драматическом телесериале                                | • Джон Хэмм — «Безумцы»                                              |                                           |
| Лучшая актриса в драматическом телесериале                              |                                                                      | • Кэти Сагал — «Сыны анархии»             |
| Лучшая актриса в драматическом телесериале                              | • Джулианна Маргулис — «Хорошая жена»                                |                                           |
| Лучшая актриса в драматическом телесериале                              | • Элизабет Мосс — «Безумцы»                                          |                                           |
| Лучшая актриса в драматическом телесериале                              | • Пайпер Перабо — «Тайные операции»                                  |                                           |
| Лучшая актриса в драматическом телесериале                              | • Кира Седжвик — «Ищейка»                                            |                                           |
| Лучший актёр в телесериале (комедия или мюзикл)                         |                                                                      | • Джим Парсонс — «Теория Большого взрыва» |
| Лучший актёр в телесериале (комедия или мюзикл)                         | • Алек Болдуин — «Студия 30»                                         |                                           |
| Лучший актёр в телесериале (комедия или мюзикл)                         | • Томас Джейн — «Жеребец»                                            |                                           |
| Лучший актёр в телесериале (комедия или мюзикл)                         | • Стив Карелл — «Офис»                                               |                                           |
| Лучший актёр в телесериале (комедия или мюзикл)                         | • Мэттью Моррисон — «Хор»                                            |                                           |
| Лучшая актриса в телесериале (комедия или мюзикл)                       |                                                                      | • Лора Линни — «Эта страшная буква «Р»»   |
| Лучшая актриса в телесериале (комедия или мюзикл)                       | • Тони Коллетт — «Такая разная Тара»                                 |                                           |
| Лучшая актриса в телесериале (комедия или мюзикл)                       | • Лиа Мишель — «Хор»                                                 |                                           |
| Лучшая актриса в телесериале (комедия или мюзикл)                       | • Эди Фалко — «Сестра Джеки»                                         |                                           |
| Лучшая актриса в телесериале (комедия или мюзикл)                       | • Тина Фей — «Студия 30»                                             |                                           |
| Лучший актёр в мини‑сериале или телефильме                              |                                                                      | • Аль Пачино — «Вы не знаете Джека»       |
| Лучший актёр в мини‑сериале или телефильме                              | • Деннис Куэйд — «Особые отношения» (англ.) (за роль Билла Клинтона) |                                           |
| Лучший актёр в мини‑сериале или телефильме                              | • Иэн Макшейн — «Столпы Земли»                                       |                                           |
| Лучший актёр в мини‑сериале или телефильме                              | • Эдгар Рамирес — «Карлос»                                           |                                           |
| Лучший актёр в мини‑сериале или телефильме                              | • Идрис Эльба — «Лютер»                                              |                                           |
| Лучшая актриса в мини-сериале или телефильме                            |                                                                      | • Клэр Дейнс — «Тэмпл Грандин»            |
| Лучшая актриса в мини-сериале или телефильме                            | • Ромола Гараи — «Эмма»                                              |                                           |
| Лучшая актриса в мини-сериале или телефильме                            | • Джуди Денч — «Крэнфорд»                                            |                                           |
| Лучшая актриса в мини-сериале или телефильме                            | • Дженнифер Лав Хьюит — «Список клиентов»                            |                                           |
| Лучшая актриса в мини-сериале или телефильме                            | • Хэйли Этвелл — «Столпы Земли»                                      |                                           |
| Лучший актёр второго плана в телесериале, мини-сериале или телефильме   |                                                                      | • Крис Колфер — «Хор»                     |
| Лучший актёр второго плана в телесериале, мини-сериале или телефильме   | • Скотт Каан — «Гавайи 5.0»                                          |                                           |
| Лучший актёр второго плана в телесериале, мини-сериале или телефильме   | • Крис Нот — «Хорошая жена»                                          |                                           |
| Лучший актёр второго плана в телесериале, мини-сериале или телефильме   | • Эрик Стоунстрит — «Американская семейка»                           |                                           |
| Лучший актёр второго плана в телесериале, мини-сериале или телефильме   | • Дэвид Стрэтэйрн — «Тэмпл Грандин»                                  |                                           |
| Лучшая актриса второго плана в телесериале, мини-сериале или телефильме |                                                                      | • Джейн Линч — «Хор»                      |
| Лучшая актриса второго плана в телесериале, мини-сериале или телефильме | • София Вергара — «Американская семейка»                             |                                           |
| Лучшая актриса второго плана в телесериале, мини-сериале или телефильме | • Хоуп Дэвис — «Особые отношения» (за роль Хиллари Клинтон)          |                                           |
| Лучшая актриса второго плана в телесериале, мини-сериале или телефильме | • Келли Макдональд — «Подпольная империя»                            |                                           |
| Лучшая актриса второго плана в телесериале, мини-сериале или телефильме | • Джулия Стайлз — «Декстер»                                          |                                           |

## Премия Сесиля Б. Де Милля
Специальная награда им. Сесиля Б. Де Милля была вручена американскому актёру, режиссёру и продюсеру Роберту Де Ниро.
| Награда за вклад в кинематограф | Фотография | Актёр, режиссёр и продюсер |
| ------------------------------- | ---------- | -------------------------- |
| Премия Сесиля Б. Де Милля       |            | • Роберт Де Ниро           |

## Мисс/Мистер «Золотой глобус» 2011
Джиа Мантенья, дочь актёра Джо Мантеньи и его жены Арлин, была провозглашена «Мисс Золотой глобус 2011».
Это звание традиционно присуждается дочери или сыну известного человека.
| Символический титул        | Изображение | Имя             |
| -------------------------- | ----------- | --------------- |
| Мисс «Золотой глобус» 2011 |             | • Джиа Мантенья |